# Arne Sjöström
Gustaf Arne Sjöström, född 25 december 1904 i Ockelbo församling i Gävleborgs län, död 15 december 1984, var en svensk entreprenör.
Arne Sjöström började på 1920-talet att tillverka brandstegar i sin fars verkstad i Gävle och sålde dem genom dörrknackning. Han startade Gävle Galvan i slutet av 1920-talet samt utökade genom att göra stängsel och galvanisera dem. Han öppnade fabrik vid Norra Hamnpiren 1936.
Han köpte 1953 Gavleverken och sålde 1956 Gävle Galvan.

## Villa Sjöström
Arne Sjöström lät 1944 uppföra Villa Sjöström vid Fridstaplan i Gävle. Huset har en boyta på 356 kvadratmeter och byggdes med en för sin tid avancerad teknik och med påkostade material. Huset ritades av stadsarkitekten Sven Wranér, som troligen inspirerats av Frank Lloyd Wrights privatbostäder med öppna ytor och nära kontakt med naturen. 
År 1972 sålde Arne Sjöström villan för att flytta till Spanien, men hade också en lägenhet i Valandhuset, Nygatan 9, Gävle.
Han avled 1984 efter en tids sjukdom vid Gävle sjukhus. 
Han var gift med Agnes Margareta Waltner (1905–1987), men levde åtskilda från slutet av 50-talet. Paret är begravt på Gävle Gamla kyrkogård.